# Stea circumpolară

Cum se rotesc stelele circumpolare în jurul Stelei Nordului, în interiorul Cercului Circumpolar, în 24 de ore

O stea circumpolară este o stea care, astfel văzută de la o latitudine dată de pe Pământ, nu dispare niciodată (adică nu coboară mai jos de linia orizontului deloc), datorită apropierii sale de polul nord ceresc. Stele circumpolare pot fi observate foarte bine din zonele apropiate de Polul Nord pe toată durata serii (dar și pe durata zilei, deoarece aici e noapte continuă).
Toate stelele circumpolare se află în interiorul Cercului circumpolar. De fapt, aceasta a fost proveniența denumirii de Cerc polar arctic; înaintea acestei denumiri se folosea termenul de Cercul Urșilor (de la constelația Ursa Major, Ursa Mare, și Ursa Minor, Ursa Mică), iar etimologia era din grecescul αρκτικός (arktikos), "aproape de urs", de la cuvântul άρκτος (arktos), urs.